# Peter George
Peter Bryan George (24 de marzo de 1924 - 11 de junio de 1966) fue un autor británico, famoso por su novela sobre la guerra fría Red Alert.

## Biografía
Nació en Treorchy Gales, y murió en Hastings, Sussex del Este suicidándose. George apoyaba firmemente el desarme nuclear y fue teniente en la Royal Air Force (RAF).
Escribió su novela más famosa, Red Alert, mientras era oficial de la RAF. Por ello, utilizó el seudónimo "Peter Bryan". Esta novela inspiró al director de cine Stanley Kubrick para realizar su famosa película Dr. Strangelove or: How I Learned to Stop Worrying and Love the Bomb.
George escribió otra novela que denunciaba el uso de armas nucleares titulada Commander-1. Trabajó en su siguiente novela Nuclear Survivors en 1966 pero murió ese año.

## Novelas
- Red Alert
- Commander-1

## Premios y distinciones
Premios Óscar
| Año  | Categoría                        | Película                            | Resultado |
| ---- | -------------------------------- | ----------------------------------- | --------- |
| 1965 | Mejor argumento y guion original | ¿Teléfono rojo? Volamos hacia Moscú | Nominado  |